# WME Awards para Melhor Música Alternativa
WME Awards para Música Alternativa é um prêmio dado desde 2019 anualmente no WME Awards, uma cerimônia estabelecida em 2017, que visa valorizar o trabalho de mulheres na música. A categoria foi criada através da ramificação do prêmio de Melhor Música, sendo dividida em Melhor Música Alternativa e Popular (atual Melhor Música Mainstream).

## Vencedoras e indicadas
| Ano  | Vencedor(a)                              | Indicados | Ref.  |
| ---- | ---------------------------------------- | --- | ----- |
| 2019 | "Noite Inteira" — Pitty                  | - "Bichinho" — Duda Beat - "Margem" — Adriana Calcanhotto - "Rito de Passá" — MC Tha - "Sou Yabá" — Luiza Lian                                      | [ 1 ] |

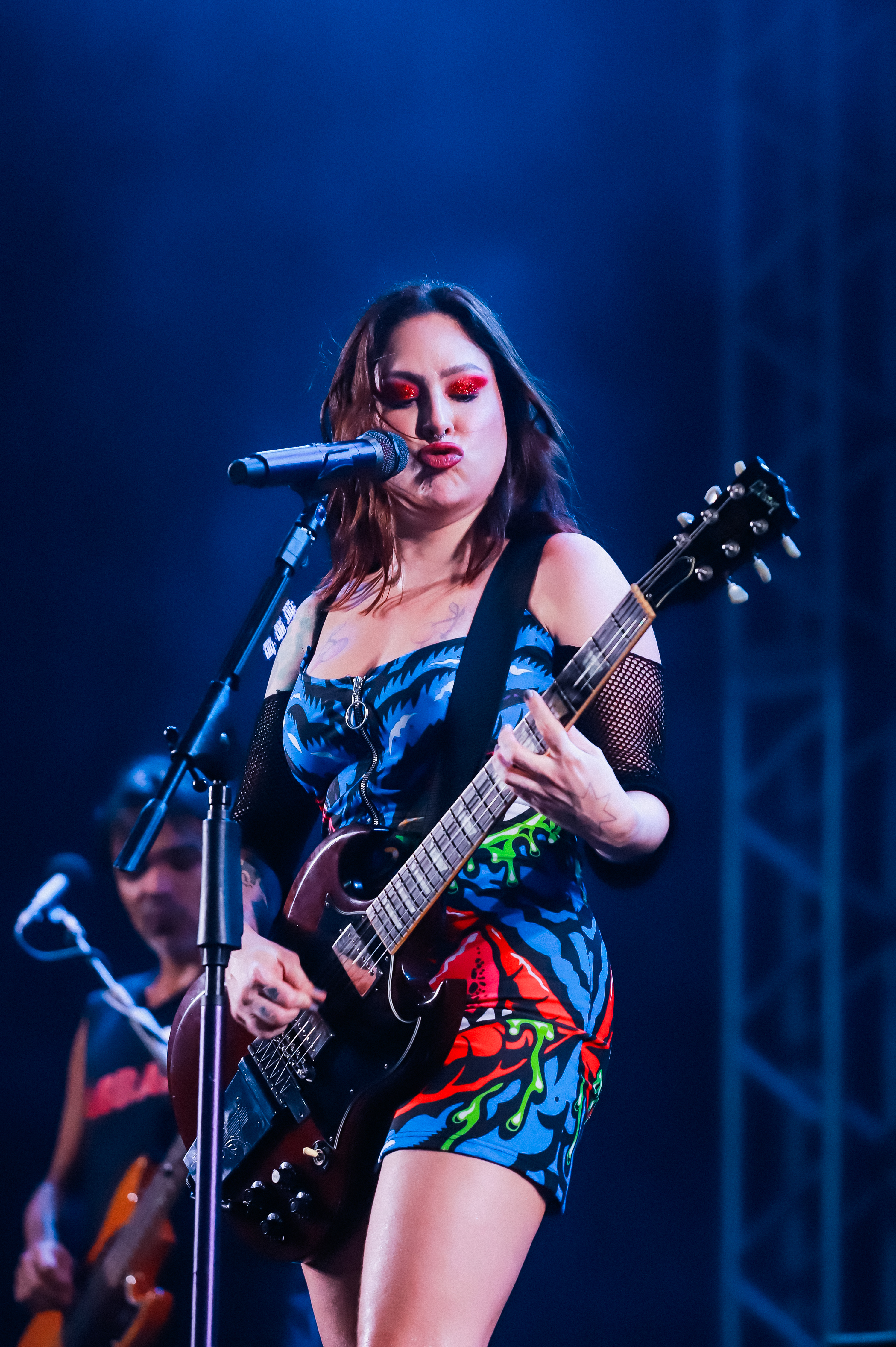
Vencedora 2019 e em 2022, Pitty

| 2020 | "Tentação" — Drik Barbosa feat. Àttooxxá | - "Bom Mesmo É Estar Debaixo D’Água" — Luedji Luna - "Déjà Vu Frenesi" — Letrux - "Duas Águas" — Ju Strassacapa - "Você é do Mal" — As Baías e Cleo | [ 2 ] |
| 2021 | "Meu Pisêro" — Duda Beat                 | - "Baby 95" — Liniker - "Foi Mal" — Urias - "I Míssil" — Linn da Quebrada - "Me Toca" — Marina Sena                                                 | [ 3 ] |
| 2022 | "Diamante" — Pitty, Drik Barbosa e WEKS  | - "Atômico Platônico" — Liniker - "Dar uma Deitchada" — Duda Beat - "Diretoria" — Tasha & Tracie - "Foi Mal" — Urias                                | [ 4 ] |
| 2023 | "99 Problemas" — Duquesa feat. MC Luanna | - "Arrepiada" — Julia Mestre - "As Feras, Essas Queridas" — Letrux - "Electric Fish" — Ana Frango Elétrico - "Homenagem" — Luiza Lian               | [ 5 ] |
| 2024 | "Você Parece Com Vergonha" — Ajuliacosta | - "10 Minutos" — Melly - "100 Mili" — Ebony feat. Larinhx - "Bling Bling" — Katú Mirim - "Só Um Tempo" — Tássia Reis                                | [ 6 ] |

## Estatísticas

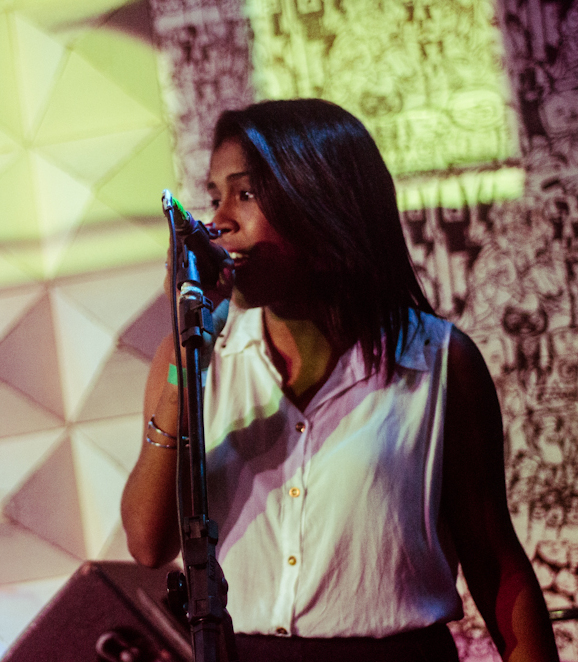
Drik Barbosa, maior vencedora.

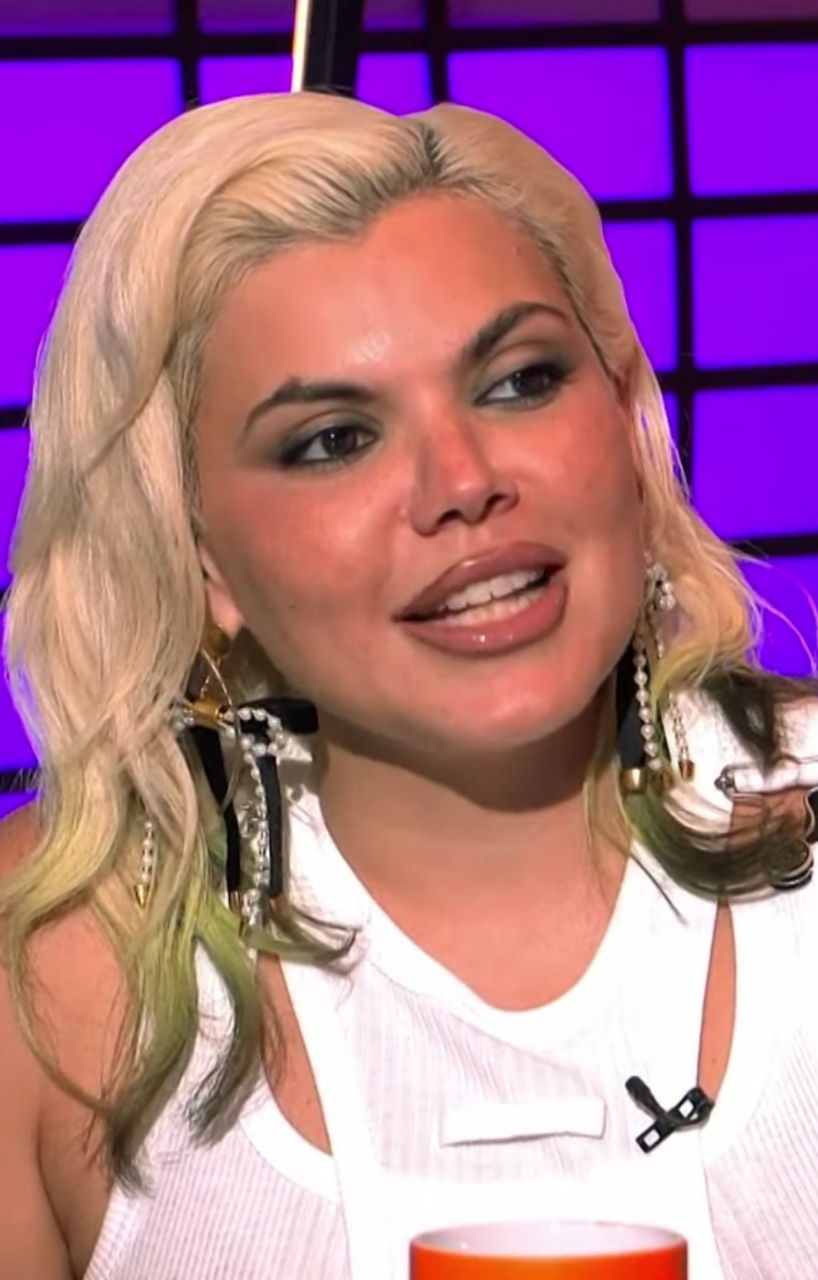
Duda Beat, mais indicada.

| Mais premiadas - Drik Barbosa — 2 - Pitty — 2 | Mais indicadas - Duda Beat — 3 - Drik Barbosa — 2 - Letrux — 2 - Liniker — 2 - Luiza Lian — 2 - Pitty — 2 - Urias — 2 |